# Sorocha nadiae
Sorocha nadiae är en skalbaggsart som beskrevs av Martinez 1978. Sorocha nadiae ingår i släktet Sorocha och familjen Rutelidae. Inga underarter finns listade i Catalogue of Life.